# Christer Youssef
Christer Youssef (arabisch كريستر يوسف; * 1. Dezember 1987 in Stockholm) ist ein schwedischer Fußballspieler.

## Werdegang
Youssef begann mit dem Fußballspielen beim Bromstens IK, von dort wechselte er in die Jugendabteilung von IF Brommapojkarna. 2006 debütierte er für den Klub im Erwachsenenbereich, für die Wettkampfmannschaft bestritt er in der Superettan 14 Spiele und trug mit zwei Saisontoren zum Aufstieg in die Allsvenskan bei. Nach dem direkten Wiederabstieg blieb er dem Klub treu und avancierte in der Zweitliga-Spielzeit 2008 zum Stammspieler. An der Seite von Joakim Runnemo, Richard Henriksson, Kristoffer Nordfeldt und Pär Asp belegte er mit der Mannschaft den Relegationsplatz zur Allsvenskan, durch ein Tor von Philip Haglund im Rückspiel setzte sich der Stockholmer Klub aufgrund der Auswärtstorregel nach jeweils einem 0:0- und 1:1-Unentschieden gegen Ljungskile SK durch. Parallel hatte er sich im Saisonverlauf in die schwedische U-21-Auswahlmannschaft gespielt.
Youssef wechselte jedoch den Verein und schloss sich Anfang 2009 dem Erstligisten und Lokalkonkurrenten Djurgårdens IF an, bei dem er einen Drei-Jahres-Vertrag unterzeichnete. In den folgenden Jahren schwankte er – teilweise auch verletzungsbedingt – bei den verschiedenen Trainern Zoran Lukić, Andrée Jeglertz, Lennart Wass, Carlos Banda und Magnus Pehrsson zwischen Ersatzbank und Startformation, kam dabei aber regelmäßig zum Einsatz. Anfang 2011 verlängerte der Klub dennoch seinen Vertrag vorzeitig. Nachdem er in der ersten Hälfte der Spielzeit 2012 nur zu sechs Ligaspielen in der Allsvenskan – davon lediglich eins in der Startformation – gekommen war, verlieh ihn der Klub ab Ende Juli bis zum Saisonende an den Zweitligisten Assyriska Föreningen. Dort war er Stammspieler und bestritt bis zum Saisonende alle 14 Ligapartien. Anfang 2013 wechselte er nach Auslaufen seines Vertrages bei Djurgårdens IF ablösefrei zu Assyriska. Mit sechs Saisontoren schaffte er in der Zweitliga-Spielzeit 2013 eine persönliche Bestmarke, mit dem Klub wurde er an der Seite von Admir Ćatović, Stefan Batan und David Durmaz Tabellenachter.
Im Januar 2014 verließ Youssef Schweden und schloss sich dem zyprischen Verein Aris Limassol an, bei dem er ein bis Sommer 2015 gültiges Arbeitspapier unterzeichnete. Dort war er einer der Leistungsträger, bis zum Sommer hatte er sieben Saisontore erzielt. Dennoch verpasste die Mannschaft den Klassenerhalt, daraufhin löste er seinen Kontrakt frühzeitig auf. Dennoch erhielt er keine Spielberechtigung, als er sich im September mit seinem ehemaligen Klub Assyriska FF auf einen Arbeitsvertrag geeinigt hatte, da die Vereinbarung außerhalb der Mitte August endenden Sommerwechselperiode getroffen worden war. Im Februar 2015 verpflichtete ihn der Klub schließlich mit Hilfe externer finanzieller Unterstützung. Mit sechs Toren im Verlauf der Spielzeit 2015 trug er zum Erreichen des vierten Tabellenplatzes bei, der Klub hatte jedoch elf Punkte Rückstand auf den von IK Sirius belegten Relegationsplatz. Nach Saisonende lief sein Vertrag aus.
Am 31. Januar 2016 wurde Youssef von Hansa Rostock verpflichtet. Sein Vertrag lief bis zum 30. Juni 2016 und beinhaltete eine Option auf Verlängerung, welche jedoch nicht in Anspruch genommen wurde. Unter Hansa-Trainer Christian Brand bestritt er sechs Drittligaspiele und das Halbfinale im Mecklenburg-Vorpommern-Pokal. Mit der Mannschaft wurde er letztlich Landespokalsieger und platzierte sich mit der Kogge auf Rang 10 in der 3. Fußball-Liga 2015/16.
Erneut schloss sich der gebürtige Stockholmer nun Aris Limassol, welche in der Protathlima Cyta spielberechtigt waren, an und brachte es dort in den folgenden zwei Jahren unter drei Trainern – Nikolas Martidis, Giannis Christopoulos und Nikos Panagiotou – auf 46 Einsätze und 6 Tore.
Anfang 2019 zog es Christer Youssef nach Thailand zum Nongbua Pitchaya FC in die Thai League 2. Dort erreichte er anfänglich unter Trainer Sugao Kambe, im Weiteren unter Matt Holland, in Saison 2019 den neunten Tabellenplatz. Ihm gelangen hierbei 6 Tore in 17 Spielen. Im Thai FA Cup 2019 erhielt er einen zusätzlichen Kurzeinsatz und schied in der 2. Runde aus dem Wettbewerb aus.
Nach vorübergehender Vereinslosigkeit schloss er sich im März 2020 dem schwedischen Verein Assyriska Turabdin IK an und beendete seine aktive Laufbahn im Jahr 2021.

## Erfolge
Hansa Rostock
- 2015/2016 – Mecklenburg-Vorpommern-Pokal – Sieger